# Liste der römischen Kaiser der Antike

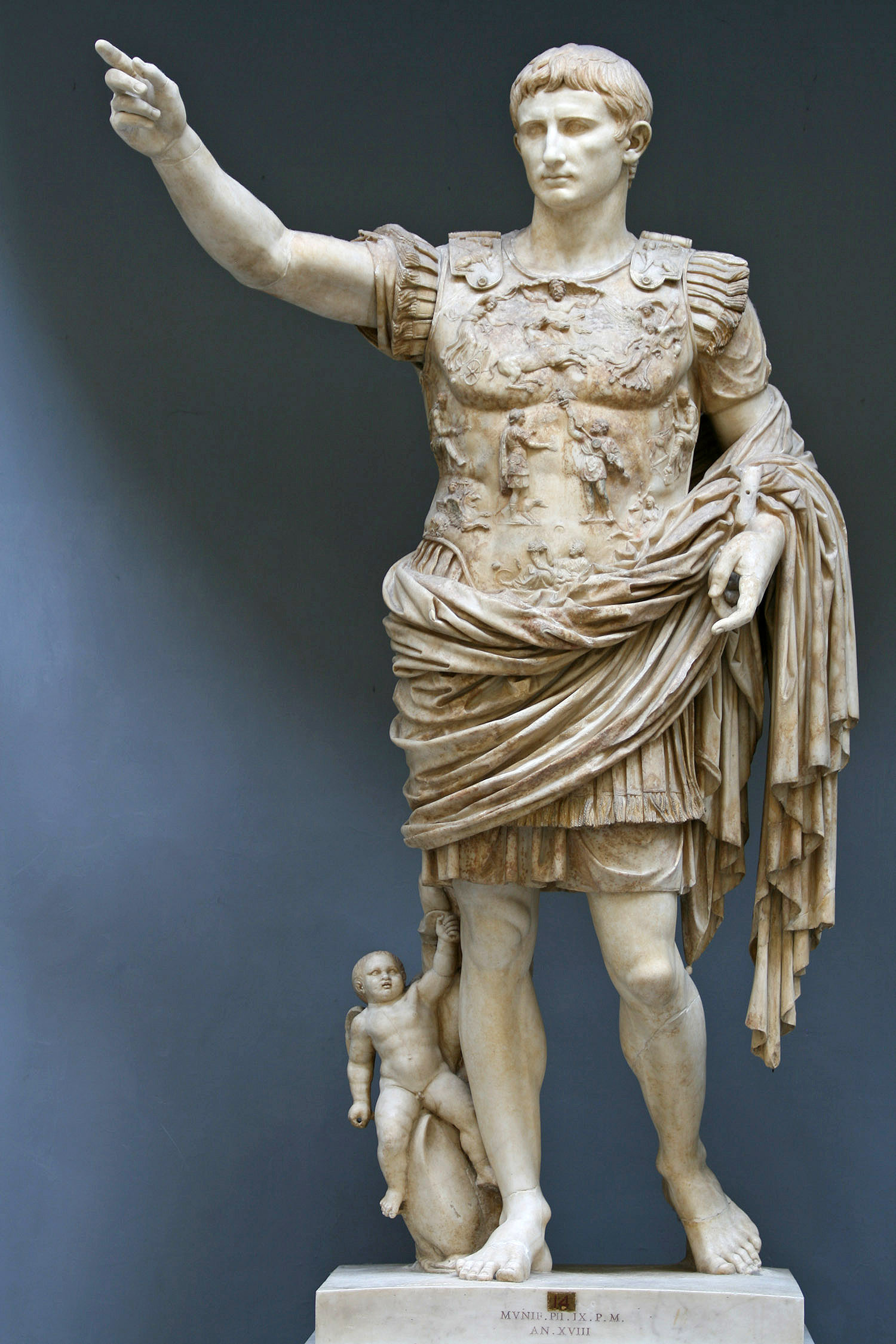
Augustus gilt als erster römischer Kaiser.

Die Liste der römischen Kaiser der Antike enthält alle Kaiser des Römischen Reiches von Augustus, der 27 v. Chr. den Prinzipat begründete, bis Herakleios, dessen Herrschaftszeit 610–641 (ab 613 gemeinsam mit Konstantin III.) die späteste für das Ende der Antike in Betracht kommende Epochengrenze ist. Manche Forscher setzen frühere Endpunkte für die antike Kaiserzeit, etwa nach Theodosius I. (395), Romulus Augustulus (476), Justinian I. (565) oder Maurikios (602).
Die römische Kaiserzeit wird traditionell in zwei Perioden gegliedert: in die Zeit des Prinzipats, einschließlich der Reichskrise des 3. Jahrhunderts, und in die Spätantike ab etwa 284, die früher auch als Dominat bezeichnet wurde. Die Liste überschneidet sich seit der Alleinherrschaft Konstantins I. 324–337 für etwa drei Jahrhunderte mit der Liste der byzantinischen Kaiser.
Staatsrechtlich besteht kein Unterschied zwischen dem Römischen und dem Byzantinischen Reich, denn als byzantinisch bezeichnet erst die neuzeitliche Forschung die griechisch geprägte Großmacht, die im Lauf der Spätantike und des beginnenden Frühmittelalters aus dem Oströmischen Reich hervorging.
Das deutsche Wort Kaiser und das russische Zar leiten sich her von Gaius Iulius Caesar, der in der Endphase der Römischen Republik zum Diktator aufstieg und dessen Cognomen Caesar von seinem Erben Augustus und dessen Nachfolgern übernommen wurde.

## Erläuterungen
Die nachstehende Liste führt die Kaiser mit ihrem Porträt (vorrangig zeitgenössische Büsten oder Münzen), ihren im deutschen Sprachraum üblicherweise verwendeten Namen, ihre vollständigen Namen und Titulaturen (soweit bekannt oder erschließbar), ihre Regierungszeiten und unter Anmerkungen etwaige Besonderheiten auf. Bei oströmischen Kaisern wird der lateinischen Namensversion der Vorzug gegeben, auch wenn es sich um originär griechische Namen handelt (Beispiele: Anastasius statt Anastasios, Zeno statt Zenon). Der griechische Name wird nur dann verwendet, wenn die entsprechende lateinische Version im Deutschen ungebräuchlich ist (Beispiel: Maurikios statt Mauricius).
Weiß hinterlegt, VERSAL gesetzt und fett sind die legitim herrschenden Kaiser (Augusti; Beispiel: AUGUSTUS), in Kapitälchen nur nominell (nicht de facto) gleichrangige Mitregenten (seit Verus).
Die Fettung entfällt in folgenden Fällen:
- nicht durchgängig bzw. nicht reichsweit anerkannte Kaiser und deren Mitregenten (Beispiele: MAXENTIUS, MAGNUS MAXIMUS und Victor)
- Kaiser des Imperium Galliarum
- die nach der Reichsteilung von 395 im Westen ohne Zustimmung des oströmischen senior Augustus erhobenen Kaiser (Beispiel: JOHANNES)
- Gegenkaiser, die zeitweise den legitimen Herrscher verdrängten, sofern sie der herrschenden Dynastie entstammten und ihre Herrschaft vom römischen oder byzantinischen Senat anerkannt war (Beispiel: BASILISCUS)

In der Spalte Vollständiger Name und Titulatur aufgeführt werden:
- der Name vor Adoption oder Herrschaftsantritt (kursiv)
- ggf. der Titel als Caesar bzw. Thronfolger
- die als Augustus (zuletzt) geführte Titulatur (nomen imperatoris)

Elemente der offiziellen „Kerntitulatur“ stehen in Kapitälchen (fett nur bei Hauptkaisern und hier nur die durchgängig überlieferten Titelbestandteile; kursiv: nicht durchgängig bzw. nicht reichsweit anerkannt). Elemente der Filiation, republikanische Funktionstitel und Triumphaltitel sind in Kleinkapitälchen gesetzt (die Triumphaltitel wurden oft nicht alle gleichzeitig getragen, auch die Reihenfolge variiert in den Quellen; in Klammern: evtl. nur inoffiziell bzw. erschlossen). Aufgeführt werden i. d. R. nur Begriffe der Selbstbezeichnung der Kaiser in der ausführlichsten bekannten Titulatur. Sofern keine urkundliche Selbstbezeichnung überliefert ist, wird die auf den Münzen wiedergegebene Titulatur herangezogen. Im Einzelfall sind numismatisch oder epigraphisch belegte Epitheta in Klammern ergänzt (Beispiel: perpetuus erscheint in der Spätantike regelmäßig auf den Reichsmünzen anstelle des in Urkunden üblichen semper). Nicht einbezogen ist die Anredeform dominus noster, da sie kein Bestandteil der offiziellen Selbstbezeichnung war.
Die Regierungszeit gilt für die Amtszeit als Augustus bzw. (bei Hauptkaisern) für die Zeit der Alleinherrschaft, bei Usurpatoren und Thronprätendenten für den Zeitraum des Herrschaftsanspruchs.
In der Spalte Anmerkungen werden Unterkaiser bzw. designierte Thronfolger (Caesares), sofern sie später nicht eigenständig geherrscht haben, den jeweiligen Kaisern unter Angabe der Jahre ihrer Mitregent- bzw. Würdenträgerschaft (Jahreszahl kursiv: nur nominell) zugeordnet (Beispiel: Maximus). Die Fettung entfällt bei präsumtiven Thronfolgern (principes iuventutis, nobilissimi), die infolge ihres eigenen Todes oder infolge des Todes bzw. der Entmachtung des Kaisers nicht mehr offiziell zum Caesar oder Augustus ausgerufen wurden (Beispiele: Marcellus, Romulus).
Als (Mit-)Regenten in der Anmerkungsspalte geführt sind:
- fett: Inhaber der tribunicia potestas (Prinzipat; Beispiel: Agrippa)
- als kaiserlicher Vormund bzw. Reichsverweser agierende Prätorianerpräfekten (Beispiel: Timesitheus)
- in der Spätantike Träger des Titels Patricius in Verbindung mit dem Heermeisteramt und Ansippung ans Kaiserhaus (Beispiel: Stilicho)

Sogenannte „Kaisermacher“ werden mit der Präposition „durch“ gekennzeichnet (Beispiel: „durch Ricimer“).
Kaiserinnen (Augustae) werden als Regentinnen genannt, wenn sie dem Kaiser nominell gleichgestellt waren und für ihn die Regierungsmacht ausgeübt haben (Beispiel: Agrippina) oder nach dem Tod des Kaisers selbst (übergangsweise) die Herrschaft übernommen haben (Beispiel: Etruscilla).
Nicht aufgeführt sind vom Kaiser eingesetzte und mit dem römischen Bürgerrecht ausgestattete Klientelfürsten, die in de iure außerhalb der Reichsgrenzen gelegenen Vasallenstaaten (regna) geherrscht haben (Beispiele: Prasutagus, Abgar), sowie spätantike Foederatenkönige auf Reichsterritorium (Beispiel: Wallia).
Kursiv gesetzt sind in der Anmerkungsspalte:
- Thronfolger, deren Mitkaiser- bzw. Caesarentum nicht sicher belegt ist (Beispiele: Arcadius II., Candidianus)
- De-facto-Regenten (Reichsverweser), die dem betreffenden Kaiser nicht dynastisch verbunden waren (Beispiel: Arbogast unter Valentinian II.)
- Thronkandidaten, die durch eigenen Verzicht (recusatio imperii) bei Thronvakanz indirekt zu „Kaisermachern“ wurden (Beispiel Macrinus Kaiser „nach Verzicht durch Adventus“)

Grau hinterlegt sind Gegenkaiser und Usurpatoren. Unter „Gegenkaiser“ werden Usurpatoren bzw. Thronprätendenten im engeren Sinne verstanden, die sich den Kaisertitel selbst zugelegt haben oder von ihren Truppen bzw. Unterstützern akklamiert worden sind (VERSAL oder in Kapitälchen: Augustus-Titel durch Münzen oder Inschriften belegt). Das gilt auch für Gegenkaiser, die zeitweise den Thron innehatten, sofern der legitime Herrscher auf Reichsterritorium weiterhin eigene Regierungstätigkeit entfaltet und dem Rivalen die Anerkennung verweigert hat (Beispiel: ROMULUS AUGUSTULUS gegen Iulius Nepos). Gefettet sind vom Senat auch nachträglich legitimierte Gegenkaiser, die ihren Herrschaftsanspruch zu Lebzeiten nicht durchsetzen konnten (Beispiel: GORDIAN I. und Gordian II.).
Als „Usurpator“ werden in der Liste Gestalten bezeichnet,
- für die der formale Akt der Kaisererhebung nicht sicher überliefert ist, die sich aber de facto kaiserliche Befugnisse angemaßt bzw. illoyal verhalten und eine nicht unbedeutende territoriale Machtbasis oder dynastische Position innegehabt haben,
- oder bei denen die Empörung geografisch so begrenzt (maximal eine Provinz) und so kurzzeitig (maximal wenige Tage) war, dass de facto keinerlei Gefährdung des legitimen Kaisers bestanden hat.

In Kapitälchen gesetzt sind Usurpatoren und Thronprätendenten, die über eine nur regionale/lokale bzw. periphere Machtbasis verfügt oder nur kurzzeitig geherrscht bzw. einen Herrschaftsanspruch erhoben haben.
Aufgeführt sind auch nichtrömische Herrscher, die in der Spätantike auf ehemaligem Reichsgebiet bzw. in Territorien unter nomineller römischer Oberhoheit eine kaiserähnliche Stellung beansprucht haben (imitatio imperii; Beispiel: Theudebert). Sofern die Regentenposition durch den Erhalt römischer Ehrentitel offiziell legitimiert war, sind die Figuren beim jeweiligen Kaiser aufgeführt (Beispiel: Chlodwig unter Anastasius I.).
Kursiv gesetzt sind:
- Rebellen, Verschwörer oder Separatisten, bei denen unwahrscheinlich oder zumindest unsicher ist, ob sie die Kaiserwürde beansprucht haben, die jedoch in der Überlieferung zu Usurpatoren (tyranni) stilisiert wurden (Beispiel: Clodius Macer)
- spätantike jüdisch-samaritanische „Könige“ in Palästina, deren messianischer Anspruch die Legitimität der (christlichen) Kaiserherrschaft in Frage stellte (Beispiel: Patricius)

Klein geschrieben sind höchstwahrscheinlich unhistorische oder fiktive Figuren in der Zeit der Reichskrise des 3. Jahrhunderts (Beispiel: Trebellianus).
Hinsichtlich der Gegenkaiser erhebt die Liste keinen Anspruch auf Vollständigkeit, zumal von einigen außer ihren Namen nichts oder fast nichts bekannt ist.

## Liste der römischen Kaiser

### Frühe und hohe Kaiserzeit (Prinzipat)
| Porträt                                 | Name                        | Vollständiger Name und Titulatur | Regierungszeit              | Anmerkungen |
| Julisch-Claudische Dynastie             | Julisch-Claudische Dynastie | Julisch-Claudische Dynastie | Julisch-Claudische Dynastie | Julisch-Claudische Dynastie |
| --------------------------------------- | --------------------------- | --- | --------------------------- | --- |
|                                         | AUGUSTUS                    | Gaius Octavius Gaius Iulius Gai filius Caesar IIIvir rei publicae constituendae, consul, pontifex, augur, imperator Gaius (Iulius) Caesar Divi (Iuli) filius (Imperator) IIIvir rei publicae constituendae, pontifex, augur, consul, imperator III Imperator Caesar Divi filius IIIvir rei publicae constituendae II, pontifex, augur, XVvir sacris faciundis, consulari potestate/consul VII, imperator VII, princeps senatus Imperator Caesar Divi filius Augustus pontifex maximus, consul XIII, tribunicia potestate XXXVII, imperator XXI, pater patriae | 27 v.–14 n. Chr.            | Adoptivsohn Caesars seit 44 (Imperator ab 43/40), mit Marcellus (25–23 v. Chr.) und Agrippa (23/18–12 v. Chr.); Imperator: Drusus (10–9 v. Chr.); Caesares: Gaius (17 v.–4 n. Chr., Imperator ab 3), Lucius (17 v.–2 n. Chr.), Agrippa Postumus (4–6/7)             |
|                                         | TIBERIUS                    | Tiberius Claudius Nero Tiberius Iulius Augusti filius Divi nepos Caesar pontifex, augur, XVvir sacris faciundis, VIIvir epulonum, tribunicia potestate XVI, consul II, imperator VII, (princeps iuventutis) (Imperator) Tiberius Caesar divi Augusti filius (Divi [Iuli] nepos) Augustus pontifex maximus, tribunicia potestate XXXVIII, consul V, imperator VIII, (pater patriae) | 14–37                       | Mitregent 6–1 v. Chr. und seit 4/13 (Imperator seit 10/9 v. Chr.), Caesar seit 4, 22–23 mit Drusus (Caesar seit 4/19); Imperator: Blaesus (22); Caesares: Germanicus (4/14–19, Imperator ab 9/13), Nero (6/23–27/29), Drusus (7/23–30/31); Regent: Sejan (26/30–31) |
|                                         | Clemens                     | unbekannt | 16                          | Usurpator (?, als „Agrippa Postumus“) in Italien |
|                                         | CALIGULA                    | Gaius Iulius Caesar (Germanicus) pontifex, augur Gaius Caesar Germanici Caesaris filius Tiberii Augusti nepos divi Augusti pronepos divi Iuli abnepos Augustus Germanicus (Britannicus), pontifex maximus, tribunicia potestate IV, imperator (VIII), consul IV, pater patriae | 37–41                       | Caesar seit 12/35, 38 (?) mit Lepidus; Caesar: Tiberius Gemellus (19/35–37/38) |
|                                         | CLAUDIUS                    | Tiberius Claudius Drusus Tiberius Claudius Nero Germanicus Tiberius Claudius Drusi filius Caesar Augustus Germanicus pontifex maximus, (proconsul), tribunicia potestate XIV, imperator XXVII, pater patriae, censor, consul V | 41–54                       | Caesar: Britannicus (ab 43) |
|                                         | Scribonianus                | Lucius Arruntius Camillus Scribonianus | 42                          | Usurpator in Dalmatien |
|                                         | Silius                      | Gaius Silius | 48                          | Usurpator (?) in Rom (durch Messalina) |
|                                         | NERO                        | Lucius Domitius Ahenobarbus Nero Claudius Augusti filius Caesar Drusus Germanicus pontifex, augur, XVvir sacris faciundis, VIIvir epulonum, consul designatus, princeps iuventutis Imperator Nero Claudius divi Claudi filius Germanici Caesaris nepos Tiberii Caesaris Augusti pronepos divi Augusti abnepos Caesar Augustus Germanicus pontifex maximus, tribunicia potestate XIV, imperator XIII, consul V, pater patriae | 54–68                       | Caesar seit 50; Regenten: Agrippina (bis 55), Burrus (55–59, mit Seneca) |
| Vierkaiserjahr                          |                             | |                             | |
|                                         | GALBA                       | (Lucius Livius Ocella) Servius Sulpicius Galba Servius Galba Imperator Caesar Augustus pontifex maximus, tribunicia potestate, consul II, (pater patriae) | 68–69                       | gegen Nero (durch Vindex, nach Verzicht durch Verginius Rufus); Caesar: Piso (69) |
|                                         | Clodius Macer               | Lucius Clodius Macer | 68                          | Usurpator in Africa (und Sizilien?) |
|                                         | Nymphidius                  | Gaius Nymphidius Sabinus | 68                          | Usurpator in Rom |
|                                         | Capito                      | (Gaius?) Fonteius Capito | 68                          | Usurpator (?) in Niedergermanien |
|                                         | OTHO                        | Marcus Salvius Otho Imperator Marcus Otho (Nero) Caesar Augustus pontifex maximus, tribunicia potestate, consul | 69                          | gegen Galba |
|                                         | VITELLIUS                   | Aulus Vitellius Aulus Vitellius Germanicus Imperator tribunicia potestate Aulus Vitellius Germanicus Imperator (Caesar) Augustus pontifex maximus, tribunicia potestate, imperator III, consul (perpetuus?), (pater patriae?) | 69                          | gegen Galba und Otho, mit Vitellius Junior |
|                                         | Albinus                     | Lucceius Albinus | 69                          | Usurpator (?) in Mauretanien |
| Flavische Dynastie                      |                             | |                             | |
|                                         | VESPASIAN                   | Titus Flavius Vespasianus Imperator Titus Flavius Vespasianus Caesar Imperator Caesar Vespasianus Augustus pontifex maximus, tribunicia potestate X, imperator XX, pater patriae, censor, consul IX | 69–79                       | gegen Vitellius, 69 nominell Caesar |
|                                         | Iulius Sabinus              | (Gaius?) Iulius Sabinus | 70                          | Gegenkaiser in Nordgallien, mit Iulius Classicus |
|                                         | TITUS                       | Titus Flavius Vespasianus Titus Caesar Vespasianus consul, princeps iuventutis Titus Caesar Augusti filius Vespasianus Imperator pontifex, tribunicia potestate VIII, imperator XIV, consul VII, censor, (collegiorum omnium sacerdos) Imperator Titus Caesar divi (Vespasiani) filius Vespasianus Augustus pontifex maximus, tribunicia potestate XI, imperator XVII, pater patriae, censor, consul VIII | 79–81                       | Mitregent seit 71 (Imperator seit 70), Caesar seit 69 |
|                                         | Terentius Maximus           | unbekannt | 79/80                       | Usurpator (als „Nero“) in Kleinasien |
|                                         | DOMITIAN                    | Titus Flavius Domitianus Caesar divi Augusti Vespasiani filius Domitianus consul VII, princeps iuventutis, collegiorum omnium sacerdos Imperator Caesar divi Vespasiani filius Domitianus Augustus Germanicus pontifex maximus, tribunicia potestate XVI, imperator XXII, consul XVII, censoria potestate/censor perpetuus, pater patriae | 81–96                       | Caesar seit 69 (bis 70 Regent mit Mucianus), 95 mit Vespasian Junior und Domitian Junior; Caesar: Flavius (bis 82?) |
|                                         | Saturninus                  | Lucius Antonius Saturninus | 89                          | Gegenkaiser in Obergermanien |
| Adoptivkaiser und Antoninische Dynastie |                             | |                             | |
|                                         | NERVA                       | Marcus Cocceius Nerva Imperator Nerva Caesar Augustus Germanicus pontifex maximus, tribunicia potestate III, imperator II, consul IV, (proconsul?), pater patriae | 96–98                       | |
|                                         | Nigrinus                    | Marcus Cornelius Nigrinus Curiatius Maternus | 97                          | Usurpator (?) in Syrien |
|                                         | TRAJAN                      | Marcus Ulpius (Marci filius) Traianus Imperator Caesar Nerva Traianus Germanicus tribunicia potestate II, consul II Imperator Caesar divi Nervae filius Nerva Traianus optimus Augustus Germanicus Dacicus Parthicus pontifex maximus, tribunicia potestate XXI, imperator XIII, proconsul, consul VI, pater patriae | 98–117                      | Caesar und Mitregent seit 97 |
|                                         | HADRIAN                     | Publius Aelius (Publii filius Sergia) Hadrianus Imperator Caesar divi (Nervae) Traiani (Augusti) Parthici filius divi Nervae nepos (Nerva) Traianus Hadrianus (optimus) Augustus (Dacicus maximus Britannicus maximus Germanicus maximus Parthicus) olympius panhellenius panionius, pontifex maximus, tribunicia potestate XXII, imperator II, consul III, pater patriae, proconsul | 117–138                     | Caesar 117 (?), 136/37–138 mit Lucius Aelius (Caesar seit 136) |
|                                         | ANTONINUS PIUS              | Titus Aurelius Fulvus Boionius (Arrius) Antoninus Imperator Titus Aelius Caesar (Hadrianus) Antoninus tribunicia potestate, consul (designatus II) Imperator Caesar divi Hadriani filius divi Traiani Parthici nepos divi Nervae pronepos Titus Aelius Hadrianus Antoninus Augustus Pius (Germanicus Dacicus), pontifex maximus, tribunicia potestate XXIV, imperator II, consul IV, pater patriae | 138–161                     | 138 Caesar und Mitregent |
|                                         | Titianus                    | Titus Atilius Rufus Titianus | ?                           | Usurpator in Rom (?) |
|                                         | Priscianus                  | Cornelius Priscianus | 145                         | Usurpator (?) in Hispanien |
|                                         | MARK AUREL                  | (Marcus Annius?) Catilius Severus Marcus Annius Verus Marcus Aelius Aurelius Verus Marcus Aurelius Caesar (imperatoris Caesaris Titi Aeli Hadriani Antonini) Augusti Pii filius, (pontifex), tribunicia potestate XIV, consul III, princeps iuventutis, (collegiorum omnium sacerdos) Imperator Caesar divi Antonini filius divi Veri Parthici maximi frater divi Hadriani nepos divi Traiani Parthici pronepos divi Nervae abnepos Marcus Aurelius Antoninus (Pius) Augustus (Armeniacus Medicus Parthicus maximus) Germanicus Sarmaticus, pontifex maximus, tribunicia potestate XXXIV, imperator X, consul III, pater patriae | 161–180                     | Mitregent seit 147, Caesar seit 139; Caesar: Annius Verus (166–169) |
|                                         | Verus                       | Lucius Ceionius Commodus Lucius Aelius Aurelius Commodus Imperator Caesar divi Antonini filius divi Hadriani nepos divi Traiani Parthici pronepos divi Nervae abnepos Lucius Aurelius Verus Augustus Armeniacus Medicus Parthicus maximus, pontifex, tribunicia potestate IX, imperator V, consul III, pater patriae, proconsul | 161–169                     | Mitkaiser Mark Aurels |
|                                         | Avidius Cassius             | Imperator Caesar Gaius Avidius Cassius Augustus | 175                         | Gegenkaiser in Syrien und Ägypten |
|                                         | COMMODUS                    | Lucius Aurelius Commodus Caesar Augusti filius, Germanicus Sarmaticus, pontifex, princeps iuventutis Imperator Caesar Lucius Aurelius Commodus Antonini Augusti filius divi Pii nepos divi Hadriani pronepos divi Traiani Parthici abnepos divi Nervae adnepos, Germanicus Sarmaticus, (pontifex), tribunicia potestate (II?), consul designatus, princeps iuventutis, (collegiorum omnium sacerdos?) Imperator Caesar Lucius Aelius Aurelius Commodus Augustus Antonini Augusti filius divi Pii nepos divi Hadriani pronepos divi Traiani Parthici abnepos divi Nervae adnepos, Germanicus Sarmaticus, (pontifex), tribunicia potestate V, imperator III, consul II, pater patriae Imperator Caesar divi Marci Antonini Pii Germanici Sarmatici filius divi Pii nepos divi Hadriani pronepos divi Traiani Parthici abnepos divi Nervae adnepos Lucius/Marcus Aurelius Commodus Antoninus Pius Felix Augustus (Armeniacus Medicus Parthicus maximus) Sarmaticus Germanicus (maximus) Britannicus, pater senatus, pontifex maximus, tribunicia potestate XVI, imperator VIII, consul VI, pater patriae Imperator Caesar divi Marci Antonini Pii Germanici Sarmatici filius divi Pii nepos divi Hadriani pronepos divi Traiani Parthici abnepos divi Nervae adnepos Lucius Aelius Aurelius Commodus Augustus pius felix Sarmaticus Germanicus maximus Britannicus, pacator orbis, invictus Hercules Romanus (exsuperatorius amazonius), pontifex maximus, tribunicia potestate XVIII, imperator VIII, consul VII, pater patriae | 180–192                     | Mitkaiser seit 177, Mitregent seit 176, Caesar seit 166; Regenten: Perennis (182–185, Usurpator 185), Cleander (188–189/90) |
|                                         | Priscus                     | Caerellius (Marcianus?) Priscus oder Titus Caunius Priscus | 184?                        | Usurpator (?) in Britannien |
|                                         | Maternus                    | unbekannt | 185/86–187                  | Usurpator (?) in Südgallien (und Norditalien?) |
|                                         | Alexander                   | Iulius Alexander | 190/91?                     | Usurpator (?) in Syrien |
| Zweites Vierkaiserjahr                  |                             | |                             | |
|                                         | PERTINAX                    | Publius Helvius Pertinax Imperator Caesar Publius Helvius Pertinax Augustus pontifex maximus, tribunicia potestate, consul II, pater patriae, princeps senatus | 193                         | durch Laetus, nach Verzicht durch Glabrio und Pompeianus; Caesar: Pertinax Junior |
|                                         | Maternus                    | Triarius Maternus Lascivius | 193                         | Usurpator (?) in Rom; Nachfolger: Falco |
|                                         | DIDIUS IULIANUS             | Marcus Didius Severus Iulianus Imperator Caesar Marcus Didius Severus Iulianus Augustus pontifex maximus, tribunicia potestate, (consul), pater patriae | 193                         | überbot Sulpicianus |
|                                         | PESCENNIUS NIGER            | Lucius Pescennius Niger Imperator Caesar Gaius Pescennius Niger Iustus Augustus consul II | 193–194                     | Gegenkaiser im Osten |
| Severer                                 |                             | |                             | |
|                                         | SEPTIMIUS SEVERUS           | Lucius Septimius Severus Imperator Caesar divi Marci Antonini Pii Germanici Sarmatici filius divi Commodi frater divi Antonini Pii nepos divi Hadriani pronepos divi Traiani Parthici abnepos divi Nervae adnepos Lucius Septimius Severus Pius Pertinax Augustus Arabicus Adiabenicus Parthicus maximus Britannicus maximus, pontifex maximus, tribunicia potestate XIX, imperator XIII, consul III, pater patriae, proconsul | 193–211                     | gegen Didius Iulianus, ab 197 Alleinherrscher; Regent: Plautian (202–205) |
|                                         | CLODIUS ALBINUS             | Decimus Clodius Albinus Decimus Clodius Septimius Albinus Caesar consul II Imperator Caesar Decimus Clodius Septimius Albinus Augustus consul II | 193–197                     | Caesar in Britannien, ab 195 Gegenkaiser im Westen |
|                                         | Bulla                       | Bulla Felix | 205–207?                    | Usurpator (?) in Italien |
|                                         | CARACALLA                   | Lucius Septimius Bassianus (Imperator destinatus) Marcus Aurel(l)ius (Luci filius) Antoninus Caesar pontifex, princeps iuventutis, particeps imperii Imperator Caesar Luci Septimi Severi Pii Pertinacis Augusti Arabici Adiabenici Parthici maximi Britannici maximi filius divi Marci Antonini Pii Germanici Sarmatici nepos divi Antonini Pii pronepos divi Hadriani abnepos divi Traiani Parthici et divi Nervae adnepos Marcus Aurel(l)ius Antoninus pius felix Augustus Britannicus maximus, pontifex, tribunicia potestate XIV, imperator II(I), consul III, pater patriae, proconsul Imperator Caesar divi Septimi Severi Pii Pertinacis Augusti Arabici Adiabenici Parthici maximi Britannici maximi filius divi Marci Antonini Pii Germanici Sarmatici nepos divi Antonini Pii pronepos divi Hadriani abnepos divi Traiani Parthici et divi Nervae adnepos Marcus Aurel(l)ius Severus Antoninus (magnus) pius felix invictus Augustus Parthicus maximus Britannicus maximus Germanicus maximus Arabicus (maximus) Adiabenicus (maximus), pontifex maximus, tribunicia potestate XX, imperator III(IV), consul IV, pater patriae, proconsul | 211–217                     | Mitkaiser seit 197/98, Caesar seit 196 |
|                                         | Geta                        | Publius Septimius Geta Publius/Lucius Septimius (Luci filius) Geta nobilissimus Caesar pontifex, consul II, princeps iuventutis Imperator Caesar Luci/divi Septimi Severi Pii Pertinacis Augusti Arabici Adiabenici Parthici maximi Britannici maximi filius divi Marci Antonini Pii Germanici Sarmatici nepos divi Antonini Pii pronepos divi Hadriani abnepos divi Traiani Parthici et divi Nervae adnepos Publius Septimius Geta pius felix Augustus Britannicus maximus, pontifex, tribunicia potestate IV, consul II, pater patriae | 211                         | Mitkaiser seit 209, Caesar seit 197/98 |
|                                         | MACRINUS                    | Marcus Opellius Macrinus Imperator Caesar Marcus Opellius Severus Macrinus pius felix (invictus) Augustus (Parthicus maximus), pontifex maximus, tribunicia potestate II, consul (II), pater patriae, proconsul | 217–218                     | nach Verzicht durch Adventus, kein Mitglied der Dynastie |
|                                         | Diadumenianus               | Marcus Opellius Diadumenianus Marcus Opellius (Severus) Antoninus Diadumenianus nobilissimus Caesar princeps iuventutis Imperator Caesar Marcus Opellius Antoninus Diadumenianus pius felix Augustus | 218                         | Mitkaiser des Macrinus, Caesar seit 217 |
|                                         | ELAGABAL                    | Varius Avitus Bassianus Imperator Caesar divi Antonini Magni Pii (Augusti) filius divi Severi Pii nepos Marcus Aurel(l)ius Antoninus pius felix invictus Augustus sacerdos amplissimus dei invicti Solis Elagabali pontifex maximus, tribunicia potestate V, consul IV, pater patriae, proconsul | 218–222                     | gegen Macrinus (durch Gannys und Comazon); „Caesar“: Hierocles (221) |
|                                         | Triccianus                  | Aelius Decius Triccianus | 218/19                      | Usurpator in Pannonien (?) |
|                                         | Gellius Maximus             | unbekannt | 219                         | Gegenkaiser in Syrien; Nachfolger: Verus (219) |
|                                         | Seleucus                    | Iulius Antonius Seleucus oder Marcus Flavius Vitellius Seleucus | 221/22                      | Usurpator in Niedermoesien (?) |
|                                         | SEVERUS ALEXANDER           | (Marcus Iulius Gessius?) Bassianus Alexianus Imperatoris Caesaris Marci Aurel(l)ii Antonini Pii Felicis Augusti filius divi Antonini Magni Pii nepos divi Severi pronepos Marcus Aurel(l)ius Alexander nobilissimus Caesar imperi(i) et sacerdotis consul designatus, princeps iuventutis Imperator Caesar divi Antonini Magni Pii (Augusti) filius divi Severi Pii nepos Marcus Aurel(l)ius Severus Alexander (magnus) pius felix invictus Augustus pontifex maximus, tribunicia potestate XIV, imperator X, consul III, pater patriae, proconsul | 222–235                     | Caesar seit 221; Regentin: Iulia Mamaea (bis 224 mit Iulia Maesa) |
|                                         | Seius Sallustius            | (Lucius?) Seius (Herennius?) Sallustius Macrinus (?) | 227                         | Usurpator (?) in Rom (Caesar seit 225?); angeblicher Vorgänger: Ovinius Camillus |
|                                         | Taurinus                    | unbekannt | 230/31?                     | Gegenkaiser in Syrien oder Mesopotamien |

### Reichskrise des 3. Jahrhunderts
| Porträt                       | Name                 | Vollständiger Name und Titulatur | Regierungszeit       | Anmerkungen |
| Frühe Soldatenkaiser          | Frühe Soldatenkaiser | Frühe Soldatenkaiser | Frühe Soldatenkaiser | Frühe Soldatenkaiser |
| ----------------------------- | -------------------- | --- | -------------------- | --- |
|                               | MAXIMINUS THRAX      | Gaius Iulius Verus Maximinus Imperator Caesar Gaius Iulius Verus Maximinus pius felix invictus Augustus Germanicus maximus Dacicus maximus Sarmaticus maximus (Parthicus maximus?), pontifex maximus, tribunicia potestate IV, imperator VII, consul, proconsul, pater patriae | 235–238              | gegen Severus Alexander; Caesar: Maximus (ab 236) |
|                               | Magnus               | (Gaius Petronius?) Magnus | 235?                 | Usurpator in Obergermanien; Nachfolger: Quartinus (235?) |
|                               | GORDIAN I.           | Marcus Antonius Gordianus Imperator Caesar Marcus Antonius Gordianus Sempronianus Romanus Africanus (Senior) pius felix invictus Augustus pontifex maximus, tribunicia potestate, (consul II), pater patriae, (proconsul) | 238                  | Gegenkaiser in Africa |
|                               | Gordian II.          | Marcus Antonius Gordianus Imperator Caesar Marcus Antonius Gordianus Sempronianus Romanus Africanus pius felix Augustus pontifex, tribunicia potestate, consul, pater patriae, (proconsul?) | 238                  | Mitkaiser Gordians I. |
|                               | PUPIENUS             | Marcus Clodius Pupienus Maximus Imperator Caesar Marcus Clodius Pupienus Maximus pius felix Augustus pontifex maximus, tribunicia potestate, pater patriae, consul II, pater senatus, (proconsul) | 238                  | gegen Maximinus Thrax, mit Balbinus |
|                               | BALBINUS             | Decimus Caelius Calvinus Balbinus Imperator Caesar Decimus Caelius Calvinus Balbinus pius felix Augustus pontifex maximus, tribunicia potestate, pater patriae, consul II, (pater senatus) | 238                  | gegen Maximinus Thrax, mit Pupienus |
|                               | GORDIAN III.         | Marcus Antonius Gordianus nobilissimus Caesar princeps iuventutis, nepos divorum Gordianorum Imperator Caesar divi Marci Antoni Gordiani nepos divi Antoni Gordiani sororis filius Marcus Antonius Gordianus pius felix invictus Augustus pontifex maximus, tribunicia potestate VII, imperator VII, consul II, pater patriae, (proconsul?) | 238–244              | 238 Caesar unter Pupienus und Balbinus; Regenten: Gordiana (?, bis 241), Timesitheus (241–243); angeblicher Nachfolger: Marcus                                                                          |
|                               | Sabinianus           | (Marcus Triarius Rufinus Asinius?) Sabinianus | 240                  | Gegenkaiser in Africa |
|                               | PHILIPPUS ARABS      | Marcus Iulius Philippus Imperator Caesar Marcus Iulius Philippus pius felix invictus Augustus pontifex maximus, (Parthicus Adiabenicus) Persicus maximus Carpicus maximus (Germanicus maximus), tribunicia potestate VI, consul III, pater patriae, proconsul | 244–249              | Regent seit 243 (mit Priscus) |
|                               | Philippus II.        | Marcus Iulius (Severus) Philippus nobilissimus Caesar princeps iuventutis Imperator Caesar Marcus Iulius (Severus) Philippus pius felix invictus Augustus pontifex maximus, (Carpicus Germanicus), tribunicia potestate III, consul II, pater patriae, (princeps iuventutis) | 247–249              | Mitkaiser des Philippus Arabs (und des Decius?), Caesar seit 244 |
|                               | Pacatianus           | Imperator (Caesar?) Ti(berius) Claudius Marinus Pacatianus pius felix Augustus | 248–248/49           | Gegenkaiser in Moesien und Pannonien |
|                               | Iotapianus           | Imperator Caesar Marcus F(ulvius?) Ru(fus?) Iotapianus Augustus | 248/49–249           | Gegenkaiser in Syrien und Kappadokien |
|                               | Sponsianus           | unbekannt | ?                    | Gegenkaiser in Dakien (?) |
|                               | DECIUS               | Gaius Messius Quintus Decius Valeri(a)nus Imperator Caesar Gaius Messius Quintus Traianus Decius pius felix invictus Augustus (Dacicus maximus Germanicus maximus), pontifex maximus, tribunicia potestate IV, (imperator II), consul III, pater patriae | 249–251              | gegen Philippus Arabs; Regentin: Etruscilla (251) |
|                               | Valens Licinianus    | (Quintus?) Iulius Valens Licinianus | 250/51               | Gegenkaiser in Rom |
|                               | Priscus              | Lucius (?) Priscus oder Titus Iulius Priscus | 250/51               | Gegenkaiser in Thrakien (durch Kniva?) |
|                               | Herennius Etruscus   | Quintus Herennius Etruscus Messius Decius nobilissimus Caesar tribunicia potestate II, consul (designatus), princeps iuventutis Imperator Caesar Quintus Herennius Etruscus Messius Decius (pius felix) Augustus tribunicia potestate II, consul, (princeps iuventutis) | 251                  | Mitkaiser des Decius, Caesar und Mitregent seit 250 |
|                               | Hostilian            | Gaius Valens Hostilianus Messius Quintus nobilissimus Caesar (tribunicia potestate?), princeps iuventutis Imperator Caesar Gaius Valens Hostilianus Messius Quintus (pius felix invictus) Augustus (tribunicia potestate?, princeps iuventutis) | 251                  | Mitkaiser des Decius (und des Trebonianus Gallus?), Caesar (und Mitregent?) seit 250 |
|                               | TREBONIANUS GALLUS   | Gaius Vibius Trebonianus Gallus Imperator Caesar Gaius Vibius Trebonianus Gallus pius felix invictus Augustus pontifex maximus, tribunicia potestate IV, consul II, pater patriae, proconsul, (princeps iuventutis) | 251–253              | gegen Hostilian (?) |
|                               | Volusianus           | (Imperator) Gaius Vibius Volusianus (nobilissimus) Caesar (tribunicia potestate?), princeps iuventutis Imperator Caesar Gaius Vibius Afinius Gallus Veldumnianus Volusianus pius felix invictus Augustus pontifex maximus, tribunicia potestate IV, consul II, pater patriae, proconsul, (princeps iuventutis) | 251–253              | Mitkaiser des Trebonianus Gallus, 251 Caesar (und Mitregent?) |
|                               | AEMILIANUS           | Marcus Aemilius Aemilianus Imperator Caesar Marcus Aemilius Aemilianus pius felix invictus Augustus pontifex maximus, tribunicia potestate, consul, pater patriae, proconsul | 253                  | gegen Trebonianus Gallus |
|                               | VALERIAN             | Publius Licinius Valerianus Imperator Caesar Publius Licinius Valerianus pius felix invictus Augustus pontifex maximus, Germanicus maximus III (Parthicus), tribunicia potestate VIII, consul IV, restitutor orbis, pater patriae, proconsul | 253–260              | gegen Aemilianus, mit Gallienus; Caesar: Valerian II. (256–258, Imperator ab 257) |
|                               | Silbannacus          | Imperator (Caesar?) M(arcus?) A(u?)r(elius?) Silbannacus Augustus | 253?                 | Gegenkaiser in Rom (oder Gallien?) |
|                               | Uranius Antoninus    | Sampsigeramus (?) Imperator (Caesar?) Lucius Iulius Aurelius Sulpicius Severus Uranius Antoninus Augustus (tribunicia potestate II?, consul) | 253–254              | Gegenkaiser in Syrien; Nachfolger (?): Mareades (260?, durch Schapur I.) |
|                               | GALLIENUS            | Publius Licinius Gallienus nobilissimus Caesar (Augustus) princeps iuventutis Imperator Caesar Publius Licinius Egnatius Gallienus Germanicus pius felix invictus Augustus pontifex maximus, Germanicus maximus V (Dacicus maximus) Parthicus/Persicus maximus, tribunicia potestate XVI, imperator XV, consul VII, pater patriae, proconsul, (princeps iuventutis)                                                                                             | 253–268              | Mitkaiser im Westen, Caesar 253, 260 Alleinherrscher, 268 mit Marinianus (?); Imperator: Odaenathus (262–267, Osten, Rex Regum ab 263, mit Herodianus)                                                  |
|                               | Saloninus            | Publius (Licinius) Cornelius Saloninus Valerianus/Gallienus nobilissimus Caesar pontifex, princeps iuventutis Imperator (Caesar) Saloninus Valerianus Augustus | 260                  | Mitkaiser des Gallienus (gegen Postumus), Caesar seit 258 |
|                               | Regalianus           | Imperator Caesar Publius C(assius) Regalianus Augustus | 260                  | Gegenkaiser in Pannonien und Moesien; Vorgänger: Ingenuus (260?) |
|                               | MACRIANUS            | Imperator Caesar Titus Fulvius Iunius Macrianus pius felix Augustus consul II | 260–261              | Gegenkaiser im Osten (durch Macrianus Senior und Ballista); Nachfolger: Mussius Aemilianus (261–262), Memor (?, 262, beide Ägypten)                                                                     |
|                               | Quietus              | Imperator Caesar Titus Fulvius Iunius Quietus pius felix Augustus consul II | 260–261              | Mitkaiser des Macrianus |
|                               | Valens               | Valens Thessalonicus | 261                  | Gegenkaiser in Makedonien (oder Griechenland?); Gegenkaiser: Piso (?) |
|                               | Celsus               | unbekannt | ?                    | angeblicher Usurpator in Africa |
|                               | Trebellianus         | unbekannt | ?                    | angeblicher Usurpator in Kilikien |
|                               | Aureolus             | Imperator Caesar Aureolus Augustus (?) | 268                  | Usurpator in Norditalien |
| Kaiser des Imperium Galliarum |                      | |                      | |
|                               | POSTUMUS             | Imperator Caesar Marcus Cassianius Latinius Postumus pius felix invictus Augustus pontifex maximus, Germanicus maximus (V?), tribunicia potestate X, imperator X, consul V, pater patriae, proconsul | 260–269              | gegen Gallienus; angeblicher Caesar und Mitkaiser: Postumus II. |
|                               | Laelianus            | Imperator Caesar Ulpius Cor(nelius?) Laelianus pius felix Augustus | 269                  | Gegenkaiser in Obergermanien |
|                               | MARIUS               | Imperator Caesar Marcus Aurelius Marius pius felix Augustus | 269                  | durch Victoria (?) |
|                               | VICTORINUS           | Imperator Caesar Marcus Piavonius Victorinus pius felix invictus Augustus pontifex maximus, tribunicia potestate III, consul II, proconsul, pater patriae | 269–271              | gegen Marius (?); Regentin: Victoria (271); angeblicher Caesar: Victorinus II. |
|                               | Domitianus           | Imperator Caesar Domitianus pius felix Augustus | 271?                 | Gegenkaiser in Nord- oder Südgallien |
|                               | TETRICUS I.          | Imperator Caesar Gaius Pius Esuvius Tetricus pius felix invictus Augustus pontifex maximus, tribunicia potestate IV, consul III, pater patriae, proconsul | 271–274              | gegen Domitianus (?, durch Victoria), von Aurelian abgesetzt; Caesar: Tetricus II. (ab 272/73, Mitkaiser 274?)                                                                                          |
|                               | Faustinus            | unbekannt | 273/74               | Usurpator in Nordgallien |
| Späte Soldatenkaiser          |                      | |                      | |
|                               | CLAUDIUS GOTHICUS    | Marcus Aurelius Claudius Imperator Caesar Marcus Aurelius (Valerius) Claudius pius felix invictus Augustus pontifex maximus, Germanicus maximus Gothicus maximus Parthicus maximus, tribunicia potestate III, consul, pater patriae, proconsul | 268–270              | |
|                               | Censorinus           | unbekannt | ?                    | angeblicher Usurpator in Italien |
|                               | QUINTILLUS           | Marcus Aurelius Quintillus Imperator Caesar Marcus Aurelius Claudius Quintillus pius felix invictus Augustus pontifex maximus, tribunicia potestate, pater patriae | 270                  | Bruder des Claudius Gothicus |
|                               | AURELIAN             | Lucius Domitius Aurelianus Imperator Caesar Lucius Domitius Aurelianus pius felix invictus Augustus pontifex maximus, Germanicus maximus (Britannicus maximus?) Goticus maximus (Sarmaticus maximus? Dacicus maximus) Carpicus maximus Parthicus/Persicus maximus (Arabicus maximus Palmyrenicus maximus Armeni(a)cus maximus? Adiabenicus maximus?), tribunicia potestate VI(I), consul III, restitutor orbis, pater patriae, proconsul, (princeps iuventutis) | 270–275              | gegen Quintillus, ab 274 Alleinherrscher; Regentin: Severina (?, 275) |
|                               | Felicissimus         | unbekannt | 271?                 | Usurpator (?) in Rom |
|                               | Septimius            | unbekannt | 271/72               | Gegenkaiser in Dalmatien |
|                               | Urbanus              | unbekannt | 271/72               | Usurpator in ? |
|                               | VABALLATHUS          | V(h)abal(l)athus vir c(onsularis?) rex imperator dux Romanorum Imperator Caesar Lucius Iulius Aurelius Septimius V(h)abal(l)athus Athenodorus pius felix invictus Augustus (Persicus maximus Arabicus maximus Adiabenicus maximus) | 272                  | Gegenkaiser im Osten, Rex Regum seit 267 (ab 270 nominell Mitregent Aurelians); Regentin: Zenobia; Vorgänger: Maeonius (?, 267); Nachfolger: Antiochus (272/73, beide Syrien), Firmus (?, 273, Ägypten) |
|                               | TACITUS              | Marcus Claudius Tacitus Imperator Caesar Marcus Claudius Tacitus pius felix invictus Augustus pontifex maximus, Gothicus maximus, tribunicia potestate II, consul II(I), restitutor rei publicae, pater patriae, proconsul | 275–276              | |
|                               | FLORIANUS            | Marcus Annius Florianus Imperator Caesar Marcus Annius Florianus pius felix (invictus) Augustus (pontifex maximus, pater patriae, consul?, proconsul, princeps iuventutis) | 276                  | Halbbruder (?) des Tacitus |
|                               | PROBUS               | Marcus Aurelius Probus Imperator Caesar Marcus Aurelius Probus pius felix invictus Augustus pontifex maximus, Gothicus maximus Persicus/Parthicus maximus Germanicus maximus, tribunicia potestate VII, consul V, pater patriae, proconsul, (princeps iuventutis) | 276–282              | gegen Florianus |
|                               | Lydius               | (Palfuerius?) Lydius | 278–279              | Usurpator (?) in Pisidien |
|                               | Septimius            | Lucius Septimius ? | 280/81               | Usurpator (?) in Britannien |
|                               | Proculus             | Imperator Caesar Proculus Augustus | 280/81               | Gegenkaiser in Niedergermanien (und Nordgallien?, Britannien?), mit (?) Bonosus |
|                               | Saturninus           | Imperator Caesar Gaius Iulius Saturninus Augustus | 281                  | Gegenkaiser in Syrien (und Ägypten?) |
|                               | CARUS                | Marcus Numerius (?) Carus Imperator Caesar Marcus Aurelius Carus pius felix invictus Augustus pontifex maximus, Germanicus maximus Persicus/Parthicus maximus, pater patriae, tribunicia potestate II, consul II, proconsul, (princeps iuventutis) | 282–283              | gegen Probus |
|                               | CARINUS              | Marcus Aurelius Carinus nobilissimus Caesar tribunicia potestate, consul, princeps iuventutis Imperator Caesar Marcus Aurelius Carinus tribunicia potestate, consul, princeps iuventutis, proconsul Imperator Caesar Marcus Aurelius Carinus pius felix invictus Augustus pontifex maximus, Germanicus maximus Persicus maximus Britannicus maximus, tribunicia potestate III, consul II(I), pater patriae, proconsul, (princeps iuventutis)                    | 283–285              | 283 Mitkaiser im Westen, Mitregent 283, Caesar seit 282, bis 284/85 (?) mit Nigrinian |
|                               | Numerian             | Marcus Aurelius Numerianus nobilissimus Caesar princeps iuventutis Imperator Caesar Marcus Aurelius Numerianus princeps iuventutis, proconsul Imperator Caesar Marcus Aurelius Numerianus pius felix invictus Augustus pontifex maximus, (Germanicus maximus?) Persicus maximus Britannicus maximus, tribunicia potestate II, consul, pater patriae, proconsul, (princeps iuventutis)                                                                           | 283–284              | Mitkaiser im Osten, Caesar seit 282; Regent: Aper (Usurpator 284?) |
|                               | Iulianus             | (Marcus?) Sabinus Iulianus Imperator Caesar Marcus Aurelius Iulianus pius felix Augustus | 284–285              | Gegenkaiser in Pannonien und Norditalien |

### Spätantike
| Porträt                                                                   | Name               | Vollständiger Name und Titulatur | Regierungszeit           | Anmerkungen |
| Tetrarchie                                                                | Tetrarchie         | Tetrarchie | Tetrarchie               | Tetrarchie |
| ------------------------------------------------------------------------- | ------------------ | --- | ------------------------ | --- |
|                                                                           | DIOKLETIAN         | (Gaius Valerius?) Diocles Imperator Caesar Gaius Aurelius Valerius Diocletianus pius felix invictus Augustus pontifex maximus Iovius Germanicus maximus VI Sarmaticus maximus IV (Gothicus maximus) Persicus maximus II Britannicus maximus Carpicus maximus Armeniacus maximus Medicus maximus Adiabenicus maximus, tribunicia potestate XXII, imperator XXI, consul IX(X), pater patriae, proconsul | 284–305                  | gegen Carinus, 285 Alleinherrscher, ab 286 Kaiser im Osten, bis 311/313 senior Augustus in Dalmatien |
|                                                                           | Amandus            | Imperator C(aesar) C(aius) Amandus pius felix Augustus (?) | 285/86                   | Usurpator in Gallien, mit (?) Aelianus |
|                                                                           | Domitianus         | Imperator Caesar Lucius Domitius Domitianus Augustus | 296/97–297/98            | Gegenkaiser in Ägypten; Nachfolger: Achilleus (297/98) |
|                                                                           | Eugenius           | unbekannt | 303/04                   | Usurpator in Syrien |
|                                                                           | MAXIMIAN           | (Marcus) Aurelius Valerius Maximianus nobilissimus Caesar Imperator Caesar frater Augusti Diocletiani Marcus Aurelius Valerius Maximianus pius felix invictus Augustus pontifex maximus Herculius Germanicus maximus V Sarmaticus maximus III (Gothicus maximus) Persicus maximus II Britannicus maximus Carpicus maximus Armeniacus maximus Medicus maximus Adiabenicus maximus, tribunicia potestate XXI, imperator XX, consul VIII(IX), pater patriae, proconsul | 286–305 307–308 310      | Kaiser im Westen, Caesar seit 285, bis 307 senior Augustus in Italien Mitkaiser des Maxentius und Konstantins I., gegen Severus und Galerius Kaiser im Westen, gegen Konstantin I.                                                                            |
|                                                                           | CARAUSIUS          | Maus(aeus?) Carausius Imperator Caesar frater Diocletiani et Maximiani Marcus Aurelius Maus(aeus?) Carausius pius felix invictus Augustus (pontifex maximus, consul IV, pater patriae) | 286/87–293               | Gegenkaiser in Britannien und Nordgallien (ab 289/90 nominell Caesar?) |
|                                                                           | Allectus           | Imperator Caesar Allectus pius felix invictus Augustus (consul?) | 293–296/97               | Gegenkaiser in Britannien |
|                                                                           | Iulianus           | unbekannt | 296/97                   | Usurpator (?) in Africa |
|                                                                           | CONSTANTIUS I.     | (Flavius/Iulius?) Constantius (Chlorus?) (Marcus/Gaius) Flavius Valerius Constantius Germanicus maximus Sarmaticus maximus Persicus maximus Britannicus maximus Carpicus maximus Medicus maximus Adiabenicus maximus nobilissimus Caesar Herculius tribunicia potestate XIII, consul V, princeps iuventutis Imperator Caesar Marcus/Gaius Flavius Valerius Constantius pius felix (invictus) Augustus pontifex maximus, Germanicus maximus V (Gothicus maximus) Sarmaticus maximus III Persicus maximus II Britannicus maximus II Carpicus maximus V Medicus maximus Adiabenicus maximus, tribunicia potestate X(I)V, imperator II, consul VI, pater patriae, proconsul | 305–306                  | Kaiser im Westen, Caesar und Mitregent seit 293 |
|                                                                           | GALERIUS           | Gaius Galerius Valerius Maximianus Germanicus maximus Sarmaticus maximus Persicus maximus Britannicus maximus Carpicus maximus Medicus maximus Adiabenicus maximus nobilissimus Caesar Iovius tribunicia potestate XIII, consul V, princeps iuventutis Imperator Caesar (Gaius) Galerius Valerius Maximianus pius felix invictus Augustus pontifex maximus, Germanicus maximus VII (Gothicus maximus) Sarmaticus maximus V Persicus maximus III Britannicus maximus II Carpicus maximus VI Armeniacus maximus Medicus maximus Adiabenicus maximus (Aegyptiacus maximus? Thebaicus maximus?), tribunicia potestate XX, imperator XIX, consul VII, pater patriae, proconsul | 305–311                  | Kaiser im Osten, Caesar und Mitregent seit 293; Caesar: Candidianus (ab 310/11) |
|                                                                           | SEVERUS            | (Gaius/Marcus?) Flavius Valerius Severus nobilissimus Caesar Imperator Caesar Flavius Valerius Severus pius felix Augustus tribunicia potestate III, imperator (II), consul | 306–307                  | Kaiser im Westen, Caesar und Mitregent seit 305 |
|                                                                           | MAXENTIUS          | Marcus Valerius Maxentius Marcus Aurelius Maxentius (nobilissimus Caesar) princeps invictus Imperator Caesar Marcus Aurelius Valerius Maxentius pius felix invictus (et aeternus/ac perpetuus) Augustus pontifex maximus (Herculius?) tribunicia potestate VI, consul IV, pater patriae, proconsul | 306–312                  | Kaiser im Westen (bis 307 nominell Caesar), gegen Severus und Licinius, 308–309 mit Romulus |
|                                                                           | Alexander          | Valerius Alexander (?) Imperator Caesar Lucius Domitius Alexander pius felix invictus Augustus | 308–309/10               | Gegenkaiser in Africa (Mitkaiser Konstantins I.?) |
|                                                                           | LICINIUS           | Gaius Valerius Licinianus Licinius Imperator Caesar Gaius/Flavius Valerius Licinianus Iovius Licinius pius felix invictus (semper) Augustus pontifex maximus, Germanicus maximus Sarmaticus maximus, tribunicia potestate XVII, imperator IV, consul VI, pater patriae, proconsul | 308–324                  | Kaiser im Westen, ab 311/313 im Osten; Caesar: Licinius II. (ab 317) |
|                                                                           | Severianus         | (Gaius/Marcus?) Flavius (Valerius?) Severianus | 313                      | Usurpator (?) in Kilikien |
|                                                                           | MAXIMINUS DAIA     | (Gaius) Galerius Valerius Maximinus nobilissimus Caesar Iovius (pontifex maximus, tribunicia potestate VI, consul, pater patriae, proconsul), propagator orbis terrarum, filius Augustorum Imperator Caesar Galerius Valerius Iovius Maximinus pius felix invictus Augustus pontifex maximus, Persicus Sarmaticus Germanicus, tribunicia potestate IX, imperator (IX), consul III, pater patriae, proconsul | 310–313                  | Kaiser im Osten, Caesar und Mitregent seit 305 |
|                                                                           | Valens             | Imperator Caesar (Gaius?) Aurelius Valerius Valens pius felix Augustus | 316–317?                 | Mitkaiser des Licinius, gegen Konstantin I. |
|                                                                           | Martinianus        | Imperator Caesar Mar(cius?) Martinianus pius felix Augustus | 324                      | Mitkaiser des Licinius, gegen Konstantin I. |
| Konstantinische Dynastie                                                  |                    | |                          | |
|                                                                           | KONSTANTIN I.      | Gaius Flavius Valerius Constantinus Flavius Valerius Constantinus (pius) nobilissimus Caesar divi Constanti pii Augusti filius Herculius tribunicia potestate II(VI), (imperator V), consul, princeps iuventutis/filius Augustorum Imperator Caesar Marci Aureli Valeri Maximiani Augusti nepos divi Constanti pii Augusti filius Flavius Valerius Constantinus pius felix (invictus) Augustus pontifex maximus, tribunicia potestate VI, consul, imperator V, pater patriae, proconsul Imperator Caesar divi Constanti pii Augusti filius divi Claudi nepos Flavius Valerius Constantinus maximus pius felix invictus Augustus pontifex maximus, Germanicus maximus III Sarmaticus maximus II Britannicus maximus Persicus maximus Carpicus/(Cappadocicus?) maximus Adiabenicus/(Arabicus?) maximus Medicus maximus Armeniacus maximus Gothicus maximus, tribunicia potestate XX, consul VI, imperator XIX, restitutor libertatis, restitutor totius orbis, pater patriae, proconsul Imperator Caesar divi Constanti pii Augusti filius divi Claudi nepos Flavius Valerius Constantinus maximus pontifex maximus, Germanicus maximus IV Sarmaticus maximus III Britannicus maximus Gothicus maximus II Dacicus maximus, tribunicia potestate XXXIII, consul VIII, imperator XXXII pius felix victor ac triumfator (omnium gentium) semper Augustus pater patriae, proconsul | 306/307–337              | Kaiser im Westen (bis 310 nominell Caesar und Mitregent), ab 324 Alleinherrscher; Caesares: Bassianus (314/316, Italien), Crispus (317–326, Mitregent in Gallien), Dalmatius (ab 335, Mitregent auf dem Balkan); Rex: Hannibalianus (ab 335/36, Kappadokien?) |
|                                                                           | Calocaerus         | unbekannt | 333/34?                  | Usurpator auf Zypern |
|                                                                           | KONSTANTIN II.     | Flavius Claudius Constantinus Iunior Alamannicus (Germanicus maximus Sarmaticus maximus) nobilissimus/beatissimus Caesar consul IV, princeps iuventutis Imperator Caesar Flavius Claudius Constantinus Alamannicus maximus Germanicus maximus (Sarmaticus maximus) pius felix maximus victor ac triumfator Augustus | 337–340                  | Kaiser im Westen, Caesar (und Mitregent) seit 317 |
|                                                                           | CONSTANS           | Flavius Iulius Constans nobilissimus/beatissimus Caesar Imperator Caesar divi Constantini filius divorum Maximiani et Constanti nepos divi Claudi pronepos Flavius Iulius Constans Sarmaticus, (consul III) pius felix maximus victor ac triumfator (gentium barbarum) perpetuus Augustus | 337–350                  | Kaiser im Westen (338–339 auch im Osten), Caesar (und Mitregent) seit 333, bis 340 neben Konstantin II. |
|                                                                           | CONSTANTIUS II.    | Flavius Iulius Constantius Alamannicus Germanicus Gothicus Sarmaticus nobilissimus/beatissimus Caesar tribunicia potestate XIV, imperator XII, consul, princeps iuventutis Imperator Caesar divi Constantini filius divorum Maximiani et Constanti nepos divi Claudi pronepos Flavius Iulius Constantius pontifex maximus, Germanicus maximus Alamannicus maximus Gothicus maximus Sarmaticus Persicus Adiabenicus maximus, tribunicia potestate XXXIX, imperator XLVI, consul X pius felix maximus (toto orbe) victor (terra marique) ac triumfator (gentium barbarum) aeternus/perpetuus semper Augustus pater patriae, proconsul | 337–361                  | Kaiser im Osten, Caesar und Mitregent seit 324, 350/353–360 Alleinherrscher; Caesar: Constantius Gallus (351–354, Syrien); angeblicher Caesar: Carausius II. (354–358?, Britannien)                                                                           |
|                                                                           | MAGNENTIUS         | Magnus Magnentius Imperator Caesar Flavius Magnus Magnentius (pontifex maximus, Alamannicus maximus, tribunicia potestate IV, imperator III, consul II) pius felix maximus invictus/victor ac triumfator (perpetuus) semper Augustus (pater patriae, proconsul) | 350–353                  | Gegenkaiser im Westen; Caesar: Decentius (ab 350/51, Gallien); angeblicher Caesar: Desiderius |
|                                                                           | Vetranio           | (Imperator Caesar) Vetranio pius felix Augustus | 350                      | Mitkaiser Constantius’ II. auf dem Balkan (durch Constantina), gegen Magnentius |
|                                                                           | Nepotianus         | (Imperator Caesar) Flavius Iulius Popilius Nepotianus Constantinus pius felix Augustus | 350/51                   | Mitkaiser (?) Constantius’ II. in Rom, gegen Magnentius |
|                                                                           | Patricius          | unbekannt | 351/52                   | Gegenkönig in Palästina |
|                                                                           | Silvanus           | unbekannt | 355                      | Usurpator in Niedergermanien |
|                                                                           | JULIAN             | (Imperator) Flavius Claudius Iulianus nobilissimus Caesar consul III, (princeps iuventutis?) Imperator Caesar Flavius Claudius Iulianus pius felix invictus Augustus pontifex maximus, tribunicia potestate II, imperator II, consul III, pater patriae, proconsul, (princeps iuventutis) Imperator Caesar Flavius Claudius Iulianus pontifex maximus, Germanicus maximus Alamannicus maximus Francicus maximus Sarmaticus maximus, tribunicia potestate IV, imperator VII?, consul IV pius felix maximus victor ac triumfator perpetuus semper Augustus restitutor libertatis, liberator orbis Romani, pater patriae, proconsul | 360–363                  | Kaiser im Westen, Caesar seit 355, ab 361 Alleinherrscher |
|                                                                           | JOVIAN             | (Flavius) Iovianus Imperator Caesar Flavius Iovianus pius felix maximus victor ac triumfator (perpetuus) semper Augustus | 363–364                  | nach Verzicht durch Salutius, 364 mit Varronian, kein Mitglied der Dynastie |
| Valentinianische Dynastie                                                 |                    | |                          | |
|                                                                           | VALENTINIAN I.     | (Flavius) Valentinianus Imperator Caesar Flavius Valentinianus pontifex maximus, Germanicus maximus Alamannicus maximus Francicus maximus Gothicus maximus, tribunicia potestate XII, imperator XII, consul IV pius felix maximus victor ac triumfator semper Augustus pater patriae, proconsul | 364–375                  | Kaiser im Westen |
|                                                                           | Valentinus         | unbekannt | 368                      | Usurpator (?) in Britannien |
|                                                                           | Firmus             | (Imperator Caesar) Firmus perpetuus victor semper Augustus (?) | 370/372–374/75           | Gegenkaiser (?) in Mauretanien und Numidien |
|                                                                           | VALENS             | (Flavius) Valens Imperator Caesar Flavius Valens pontifex maximus, Germanicus maximus Alamannicus maximus Francicus maximus Gothicus maximus, tribunicia potestate XV, imperator XV, consul VI pius felix maximus victor ac triumfator semper Augustus pater patriae, proconsul | 364–378                  | Kaiser im Osten, 369–370/372 mit Galates; Regentin: Domnica (378) |
|                                                                           | PROCOPIUS          | (Imperator Caesar) Procopius pius felix Augustus | 365–366                  | Gegenkaiser im Osten; Nachfolger: Marcellus (366, Bithynien) |
|                                                                           | Theodorus          | unbekannt | 371                      | Usurpator (?) in Syrien |
|                                                                           | GRATIAN            | Flavius Gratianus nobilissimus puer Imperator Caesar divi Valentiniani Augusti filius Flavius Gratianus pontifex maximus, Germanicus maximus Alamannicus maximus Francicus maximus Gothicus maximus (Sarmaticus maximus), tribunicia potestate XVII, imperator XVII, consul V pius felix maximus victor ac triumfator semper Augustus pater patriae, proconsul, (princeps iuventutis) | 375–383                  | Kaiser im Westen, Mitkaiser seit 367, 378–379 auch im Osten |
|                                                                           | VALENTINIAN II.    | Flavius Valentinianus Imperator Caesar divi Valentiniani Augusti filius Flavius Valentinianus (Iunior) pius felix (maximus/inclitus) victor ac triumfator perpetuus semper Augustus (princeps iuventutis) | 375–392                  | Kaiser im Westen, bis 383 neben Gratian, Exil 387–388 im Osten; Regenten: Justina (bis 387), Arbogast (ab 391) |
| Theodosianische Dynastie                                                  |                    | |                          | |
|                                                                           | THEODOSIUS I.      | Flavius Theodosius Imperator Caesar Flavius Theodosius pius felix perpetuus/(inclitus) victor ac triumfator semper Augustus | 379–395                  | Kaiser im Osten (388–391 auch im Westen), ab 392/394 Alleinherrscher |
|                                                                           | MAGNUS MAXIMUS     | Magnus Maximus Imperator (Caesar Flavius) Magnus Maximus (Britannicus maximus) pius felix perpetuus victor ac triumfator semper Augustus | 383–388                  | Kaiser im Westen, gegen Gratian, ab 387 gegen Valentinian II. |
|                                                                           | Victor             | Flavius Victor nobilissimus Caesar Imperator (Caesar) Flavius Victor pius felix perpetuus victor ac triumfator semper Augustus | 387–388                  | Mitkaiser des Magnus Maximus, Caesar seit 384 |
|                                                                           | EUGENIUS           | Imperator (Caesar) Flavius Eugenius pius felix Augustus | 392–394                  | Gegenkaiser im Westen (durch Arbogast) |
|                                                                           | ARCADIUS           | Flavius Arcadius Imperator Caesar Flavius Arcadius pius felix (inclitus) victor ac triumfator (gentium barbarum) semper Augustus | 395–408                  | Kaiser im Osten, Mitkaiser seit 383; Regenten: Rufinus (395), Eutropius (395–399), Gainas (399, Usurpator 400), Eudoxia (400–404) |
|                                                                           | HONORIUS           | Flavius Honorius nobilissimus puer Imperator Caesar Flavius Honorius pius felix inclitus victor ac (perpetuus) triumfator (gentium barbarum) semper Augustus | 395–423                  | Kaiser im Westen, Mitkaiser seit 393 (gegen Eugenius); Regent: Stilicho (bis 408) |
|                                                                           | Gildo              | unbekannt | 397–398                  | Usurpator (?) in Africa |
|                                                                           | KONSTANTIN (III.)  | (Imperator Caesar) Flavius Claudius Constantinus pius felix Augustus | 407–411                  | Gegenkaiser in Gallien, Britannien und Hispanien (409 nominell Mitkaiser des Honorius); Caesar: Julian (ab 409/10); Vorgänger: Marcus (406), Gratian (407, beide Britannien)                                                                                  |
|                                                                           | PRISCUS ATTALUS    | (Imperator Caesar) Priscus Attalus pius felix Augustus | 409–410 414–415          | Gegenkaiser in Italien (durch Alarich) bzw. Südgallien (durch Athaulf) |
|                                                                           | Constans (II.)     | (Imperator Caesar Flavius) Constans pius felix Augustus | 409/10–411               | Mitkaiser Konstantins (III.), Caesar seit 408 |
|                                                                           | MAXIMUS            | (Imperator Caesar) Maximus pius felix Augustus | 409/10–411 418/19–420/21 | Gegenkaiser in Hispanien (durch Gerontius bzw. Gunderich) |
|                                                                           | JOVINUS            | (Imperator Caesar) Iovinus pius felix Augustus restitutor rei publicae | 411–413                  | Gegenkaiser in Gallien (durch Gundahar und Goar) |
|                                                                           | Sebastianus        | (Imperator Caesar) Sebastianus pius felix Augustus | 412–413                  | Mitkaiser des Jovinus |
|                                                                           | Heraclianus        | unbekannt | 412–413                  | Usurpator (?) in Africa |
|                                                                           | THEODOSIUS II.     | Flavius Theodosius nobilissimus puer Imperator Caesar Flavius Theodosius perpetuus pius felix inclitus victor ac triumfator maximus semper Augustus | 408–450                  | Kaiser im Osten, Mitkaiser seit 402, 423 Alleinherrscher, 439 mit Arcadius II. (?); Regenten: Anthemius (bis 414), Pulcheria (414–416/423, 450) |
|                                                                           | Constantius III.   | Flavius Constantius Imperator (Caesar Flavius) Constantius pius felix Augustus | 421                      | Mitkaiser des Honorius (Regent seit 417), gegen (?) Theodosius II. |
|                                                                           | JOHANNES           | (Imperator Caesar) Iohannes pius felix Augustus | 423–425                  | Kaiser im Westen (durch Castinus?) |
|                                                                           | VALENTINIAN III.   | Flavius Placid(i)us Valentinianus nobilissimus Caesar Imperator Caesar Flavius Placid(i)us Valentinianus pontifex inclitus, Germanicus inclitus Alamannicus inclitus (Francicus inclitus) Sarmaticus inclitus, tribunicia potestate XXX, imperator XXX, consul VIII perpetuus (pius felix) inclitus victor ac triumfator maximus semper Augustus pater patriae, proconsul | 425–455                  | Kaiser im Westen, Caesar seit 424 (gegen Johannes); Regenten: Galla Placidia (bis 437), Aetius (435–454); erkannte Geiserich und Rechiar als Regenten in Africa bzw. Hispanien an                                                                             |
|                                                                           | Vortigern          | unbekannt | 426–441?                 | Usurpator (?) in Britannien; Nachfolger: Ambrosius Aurelianus (?) |
|                                                                           | Pirrus             | unbekannt | 428                      | Usurpator (?) in Italien |
|                                                                           | Tibatto            | unbekannt | 435–437                  | Usurpator (?) in Gallien |
|                                                                           | Basilius           | unbekannt | 448–454?                 | Usurpator (?) in Hispanien (durch Rechiar?) |
|                                                                           | MARKIAN            | (Flavius) Marcianus Imperator Caesar Flavius Marcianus pontifex inclitus, Germanicus inclitus Sarmaticus inclitus Alamannicus inclitus Francicus inclitus, tribunicia potestate VII, imperator VII, consul I perpetuus (pius felix) inclitus victor ac triumfator maximus semper Augustus pater patriae, proconsul | 450–457                  | Kaiser im Osten (durch Pulcheria und Aspar, bis 452 gegen Valentinian III.), ab 456 Alleinherrscher |
|                                                                           | PETRONIUS MAXIMUS  | Flavius Petronius Maximus (Imperator Caesar Flavius) Petronius Maximus pius felix Augustus | 455                      | Kaiser im Westen; Caesar: Palladius |
|                                                                           | AVITUS             | (Flavius) Eparchius Avitus (Imperator Caesar Flavius) Eparchius Avitus perpetuus pius felix Augustus | 455–456                  | Kaiser im Westen (durch Theoderich II.) |
| Thrakische Dynastie                                                       |                    | |                          | |
|                                                                           | LEO I.             | (Flavius Valerius?) Leo Imperator Caesar Flavius (novus) Leo perpetuus pius/piissimus (felix) victor ac triumfator maximus semper Augustus | 457–474                  | Kaiser im Osten (durch Aspar), 465–467 und 472–473 Alleinherrscher; Caesar: Patricius (469/70–471) |
|                                                                           | MAJORIAN           | (Flavius) Iulius Valerius Maiorianus Imperator Caesar Flavius Iulius Valerius Maiorianus perpetuus pius felix Augustus | 457–461                  | Kaiser im Westen (durch Ricimer?), 457 nominell Caesar (?), kein Mitglied der Dynastie |
|                                                                           | Marcellus          | unbekannt | 457?                     | Usurpator (?) in Gallien |
|                                                                           | LIBIUS SEVERUS     | (Flavius) Libius Severus Imperator (Caesar Flavius) Libius Severus (perpetuus) pius felix Augustus | 461–465                  | Kaiser im Westen (durch Ricimer) |
|                                                                           | Aegidius           | unbekannt | 461–464/65               | Usurpator (?) in Gallien; Nachfolger: Paulus (469?), Syagrius (bis 486/87) |
|                                                                           | ANTHEMIUS          | Flavius Procopius Anthemius (nobilissimus Caesar) Imperator Caesar (Flavius) Procopius Anthemius (perpetuus) pius (felix victor) ac triumfator semper Augustus | 467–472                  | Kaiser im Westen, Caesar 467; Mitregent: Ricimer (bis 470/71) |
|                                                                           | Arvandus           | unbekannt | 468                      | Usurpator (?) in Gallien (durch Eurich) |
|                                                                           | Romanus            | unbekannt | 470                      | Usurpator (?) in Italien (durch Ricimer?) |
|                                                                           | OLYBRIUS           | Flavius Anicius Olybrius (Imperator Caesar Flavius) Anicius Olybrius Augustus | 472                      | Kaiser im Westen (durch Ricimer und ?Geiserich), gegen Anthemius |
|                                                                           | GLYCERIUS          | Imperator (Caesar) Glycerius felix pius Augustus | 473–474                  | Kaiser im Westen (durch Gundobad) |
|                                                                           | LEO II.            | Flavius Leo Iunior nobilissimus Caesar Imperator (Caesar Flavius) Leo Iunior perpetuus Augustus | 474                      | Kaiser im Osten, Mitkaiser seit 473, Caesar seit 472 |
|                                                                           | IULIUS NEPOS       | (Flavius) Iulius Nepos (Imperator Caesar Flavius) Iulius Nepos perpetuus pius felix Augustus | 474–480                  | Kaiser im Westen, Caesar (?) 474 (gegen Glycerius), Exil ab 475 in Dalmatien; erkannte Eurich als Regenten in Südgallien und Hispanien an |
|                                                                           | ROMULUS AUGUSTULUS | (Imperator Caesar) Romulus A(u)gustus pius felix Augustus | 475–476                  | Gegenkaiser im Westen (durch Orestes), von Odoaker abgesetzt |
|                                                                           | ZENO               | Tarasis Flavius Zeno Imperator Caesar Flavius Zeno pius (felix/felicissimus) victor ac (perpetuus) triumfator maximus semper Augustus | 474–491                  | Kaiser im Osten, 474 Mitkaiser Leos II. und Regent, Exil 475–476 in Kilikien, ab 480 Alleinherrscher; Caesar: Leo (476–477/78) |
|                                                                           | BASILISCUS         | Flavius Basiliscus Imperator Caesar Basiliscus pius (felix) victor ac (perpetuus) triumfator maximus semper Augustus | 475–476                  | Kaiser im Osten, gegen Zeno |
|                                                                           | Marcus             | Marcus nobilissimus Caesar (Imperator Caesar) Marcus perpetuus Augustus | 475–476                  | Mitkaiser des Basiliscus, Caesar 475 |
|                                                                           | Hunerich           | Huniricus rex Vandalorum et Alanorum | 477–484                  | beanspruchte kaiserähnliche Stellung in Africa |
|                                                                           | Markian            | Flavius Marcianus | 479–480                  | Usurpator in Konstantinopel und Galatien (484 in Kilikien durch Illus?) |
|                                                                           | Justasas           | unbekannt | 484?                     | Gegenkönig in Palästina |
|                                                                           | LEONTIUS           | (Imperator Caesar) Leontius perpetuus Augustus | 484–488                  | Gegenkaiser in Kilikien und Syrien (durch Illus und Verina) |
|                                                                           | Masties            | unbekannt | 484–494?                 | Usurpator (?) in Numidien (gegen Hunerich und Gunthamund); Nachfolger (?): Masuna (508–535?, Mauretanien) |
|                                                                           | Odoaker            | Flavius Odovacer praecellentissimus rex | 490–493                  | Usurpator in Italien (Regent seit 476/480); Caesar: Thela |
|                                                                           | ANASTASIUS I.      | Flavius Anastasius Imperator Caesar Flavius Anastasius pontifex inclitus, Germanicus inclitus Alamannicus inclitus Francicus inclitus Sarmaticus inclitus, tribunici imperii XXVIII, consul III pius felix inclitus victor ac triumfator semper Augustus pater patriae, (proconsul?) | 491–518                  | durch Ariadne; erkannte Chlodwig und Sigismund als Regenten in Gallien an |
|                                                                           | Longinus           | Flavius Longinus | 491–492                  | Usurpator in Konstantinopel; Nachfolger: Longinus, Athenodorus (beide bis 497, Isaurien) |
|                                                                           | Theoderich         | Flavius (Amalus) Theodericus Flavius rex Theodericus pius princ(eps) i(nvictus/inclitus?) s(emper?) victor gentium | 493–526                  | Regent im Westen (Usurpator bis 497/98), 515–522/23 mit Eutharich; Nachfolger: Athalarich (bis 534; Regentin: Amalasuntha) |
|                                                                           | Burdunellus        | unbekannt | 496–497                  | Usurpator in Hispanien (gegen Alarich II.); Nachfolger: Petrus (506) |
|                                                                           | Vitalian           | Flavius Vitalianus | 513–515                  | Usurpator (?) in Thrakien und Moesien; Vorgänger: Areobindus (512, Konstantinopel) |
| Justinianische Dynastie                                                   |                    | |                          | |
|                                                                           | JUSTIN I.          | (Flavius) Iustinus Imperator Caesar (Flavius) Iustinus (Germanicus Alamannicus Francicus Sarmaticus) pius felix inclitus victor ac triumfator semper Augustus | 518–527                  | beseitigte Theocritus |
|                                                                           | JUSTINIAN I.       | (Flavius) Iustinianus (?) Flavius Petrus Sabbatius Iustinianus (nobilissimus Caesar) Imperator Caesar Flavius Iustinianus Alamannicus Gothicus Francicus Germanicus Anticus Alanicus Vandalicus Africanus pius felix inclitus victor ac triumfator semper Augustus | 527–565                  | Mitkaiser 527, Caesar seit 525, mit Theodora (bis 548) und Germanus (550); setzte Gelimer und Witichis als Regenten in Africa bzw. Italien ab |
|                                                                           | Julian             | Iulianus Sabari filius | 529–530/31               | Gegenkönig in Palästina |
|                                                                           | Hypatius           | Flavius Hypatius | 532                      | Gegenkaiser in Konstantinopel, mit Pompeius |
|                                                                           | Theudebert         | Theodebertus (victor) rex magnus Francorum | 533–547/48               | beanspruchte kaiserähnliche Stellung in Gallien |
|                                                                           | Theodahad          | (Flavius) Theodahatus rex | 535–536                  | beanspruchte kaiserähnliche Stellung in Italien |
|                                                                           | Stotzas            | unbekannt | 536–545                  | Usurpator in Africa; Nachfolger: Guntarith (bis 546, mit Johannes) |
|                                                                           | Johannes           | Ioannes Cottistis | 537                      | Usurpator in Mesopotamien |
|                                                                           | Totila             | Baduila rex | 541/42–552               | Usurpator in Italien; Vorgänger: Hildebad (540–541, nach Verzicht durch Belisar), Erarich (541); Nachfolger: Teja (552) |
|                                                                           | JUSTIN II.         | Flavius Iustinus Imperator Caesar Flavius Iustinus (Iunior) fidelis in Christo mansuetus maximus benefactor/-ficus Alamannicus Gothicus Francicus Germanicus Anticus Alanicus Vandalicus Africanus pius felix inclitus victor ac triumfator semper Augustus | 565–578                  | beseitigte Justin; Regentin: Sophia (ab 573) |
|                                                                           | Leovigild          | (Flavius) Leovigildus inclitus pius (felix) rex victor | 572/73–586               | beanspruchte kaiserähnliche Stellung in Hispanien |
|                                                                           | TIBERIOS I. (II.)  | Flavius Tiberius novus Constantinus felicissimus Caesar Imperator Caesar Flavius Tiberius novus Constantinus fidelis in Christo mansuetus maximus benefactor pacificus Alamannicus Gothicus Francicus Germanicus Anticus Alanicus Vandalicus Afric(an)us pius felix inclitus victor ac triumfator semper Augustus | 578–582                  | Mitkaiser 578, Caesar und Mitregent seit 574; Caesar: Germanus (582, Usurpator 602–603 und 605/607?) |
|                                                                           | MAURIKIOS          | Flavius novus Tiberius Mauricius felicissimus Caesar Alamannicus Gothicus Francicus Germanicus Anticus Alanicus Vandalicus Africanus Imperator Caesar Flavius Mauricius novus Tiberius fidelis in Christo mansuetus maximus beneficus pacificus Alamannicus Gothicus (Francicus Germanicus) Anticus Alanicus Vandalicus Erulicus Gepidicus Afric(an)us pius felix inclitus victor ac triumfator semper Augustus | 582–602                  | 582 Caesar und Mitkaiser; Caesar (?): Tiberios (ab 590?) |
|                                                                           | Abaskiron          | unbekannt | 583–588?                 | Usurpator (?) in Ägypten |
|                                                                           | Authari            | Flavius rex Autharius | 584–590                  | beanspruchte kaiserähnliche Stellung in Norditalien |
|                                                                           | Theodosius (III.)  | (Imperator Caesar Flavius) Theodosius perpetuus Augustus | 590–602 603(–611)        | Mitkaiser des Maurikios, Caesar seit 587 (?) Gegenkaiser in Mesopotamien (durch Chosrau II. und Narses) |
|                                                                           | PHOKAS             | (Flavius) Focas Imperator Caesar Flavius Focas (fidelis in Christo mansuetus maximus beneficus pacificus Alamannicus Gothicus Francicus Germanicus Anticus Alanicus Vandalicus Africanus Erulicus Gepidicus) pius felix inclitus victor ac triumfator semper Augustus | 602–610                  | gegen Maurikios, mit Domentiolus (ab 603/04) und Priscus (606/07), kein Mitglied der Dynastie |
| Herakleische Dynastie (Fortsetzung siehe Liste der byzantinischen Kaiser) |                    | |                          | |
|                                                                           | HERAKLEIOS         | Flavius Heraclius Imperator Caesar Flavius Heraclius fidelis in Christo mansuetus maximus beneficus pacificus Alamannicus Gothicus Francicus Germanicus Anticus Alanicus Vandalicus Africanus Erulicus Gepidicus pius felix inclitus victor ac triumfator semper Augustus | 610–641                  | gegen Phokas (durch Herakleios Senior, Usurpator in Africa seit 608), ab 638 mit Heraklonas (Caesar seit 632); Caesares: Konstantin (617–631?), David (ab 638), Martinos (ab 639)                                                                             |
|                                                                           | Comentiolus        | unbekannt | 610–611                  | Usurpator (?) in Galatien |
|                                                                           | Konstantin III.    | Imperator Caesar Flavius Heraclius novus Constantinus fidelis in Christo (perpetuus) Augustus | 613–641                  | Mitkaiser des Herakleios (641 Alleinherrscher; Caesar: Konstans II.) |
|                                                                           | Johannes           | Ioannes Compsinus | 616–617                  | Usurpator (?) in Süditalien |
|                                                                           | Eleutherius        | unbekannt | 619–620                  | Gegenkaiser in Italien |
|                                                                           | Vahan              | unbekannt | 636                      | Usurpator (?) in Palästina |
|                                                                           | Athalarich         | Ioannes Athalaricus | 637?                     | Usurpator in Konstantinopel |
| Porträt                                                                   | Name               | Vollständiger Name und Titulatur | Regierungszeit           | Anmerkungen |

## Nachfolgestaaten
Ab den 630er Jahren erfolgte die rasche Expansion des arabischen Kalifenreiches, durch die das (Ost-)Römische Reich innerhalb weniger Jahrzehnte auf einen Rumpfteil beschränkt wurde. Es umfasste danach im Wesentlichen nur noch einen Teil des griechisch geprägten Kulturraums des alten Römischen Reiches. Dieser Zeitabschnitt am Ende der Antike markiert in der Geschichtswissenschaft den Übergang zwischen dem (Ost-)Römischen und dem Byzantinischen Kaiserreich, das bis 1204 und nochmals 1261–1453 bestand.
Den Titel eines römischen Kaisers beanspruchten seit dem frühen Mittelalter weitere Herrscher, beispielsweise:
- fränkisch-deutsche Herrscher in den Jahren 800–924 und 962–1806 nach den Kaiserkrönungen Karls des Großen und Ottos I.,
- bulgarische Herrscher in den Jahren 913–1018 und 1186–1396 nach den Kaiserkrönungen Simeons des Großen und Peters IV.,
- griechische und lateinische Herrscher: Kaiserreich Nikaia (1204–1261), Lateinisches Kaiserreich (1204–1383, ab 1261 als Titularkaiser), Kaiserreich Trapezunt (1204–1461), Kaiserreich Thessaloniki (1227–1242),
- serbische Herrscher in den Jahren 1346–1371 nach der Kaiserkrönung Stefan Dušans und
- weitere Herrscher seit dem 15. Jahrhundert.

Verweise auf die betreffenden Kaiserlisten finden sich unten oder unter dem Lemma Kaiser.